# Lan Inisan
Œuvres principales
Emgann Kergidu, 1878.
Compléments
Toull al Lakez, 1878,
Buhez Sant Fransez Asiz, 1889.
Alain Marie Inisan ou Inizan, dit Lan Inisan, belek, né le 29 novembre 1826 au manoir de Lanzéon en Plounévez-Lochrist, mort le 5 septembre 1891 ibidem, est un écrivain léonard de langue bretonne. Le belek parfois accolé à son nom est le mot breton qui signifie prêtre.
Il est l'auteur de trois ouvrages, dont la Bataille de Kerguidu, qui est une référence littéraire majeure pour les Bretons et le premier roman publié en breton.

## Biographie
Fils de chulot, Lan Inizan est élève au prestigieux collège du Kreisker à Saint-Pol puis intègre le séminaire diocésain de Quimper. Il est ordonné en juin 1851, quelques mois avant l'avènement du Second Empire. Sa carrière ecclésiastique, apparemment peu favorisée par son propre diocèse, est erratique au regard de celles de ses confrères et lui offre de longues périodes de loisirs qu'il consacre à l'écriture :

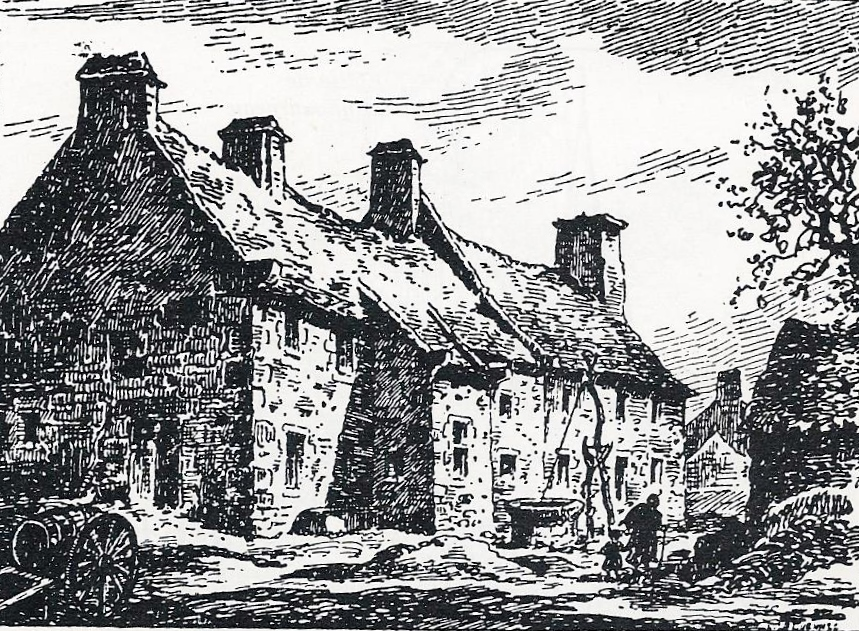
Le manoir de Lanzéon où naquit en 1826 l'abbé Lan Inizan (dessin de Louis Le Guennec, vers 1910).

- Vicaire successivement à Plougourvest, Bodilis, Plougasnou, Pleyben et Hanvec.
- 1861 - Mis en disponibilité au manoir familial de Lanzeon en Plounévez-Lochrist pour une raison inconnue, tuberculose ou légitimisme.
- 1865 - Professeur au collège catholique du Neubourg en Normandie.
- 1869 - Recteur de la paroisse de Saint-Denis-des-Monts près d'Évreux.
- 1871 - Vacance à Lanzeon, qui se trouve entre la côte et le bourg de Plounévez, à la suite de l'invasion prussienne et l'avènement de la IIIe République.
- 1874 - Publication en breton dans la revue Feiz ha Breiz d'un conte moral, Toull al lakez (c'est-à-dire : Le Trou du valet).
- Septembre 1874 - Professeur de septième au collège catholique Notre Dame du Vrai Secours de Guingamp.
- 10 février - 17 mars 1877 - La revue Feiz ha Breiz coordonne une souscription à l'édition du roman Emgann Kergidu (c'est-à-dire : La Bataille de Kerguidu) et publie des extraits dans trois de ses numéros suivants.
- 1877 - Publication en breton du premier tome de Emgann Kergidu.
- 1878 - Publication du second tome.

Retraité au presbytère de Plounévez-Lochrist en 1879, l'abbé Inisan s'adonne à des recherches généalogiques sur sa propre famille et s'attelle à la rédaction d'une hagiographie de saint François d'Assise, qui parait en breton en 1889.

## Œuvres

### Toul al lakez
Toul al lakez , J.B. & A. Lefournier, Brest, 1878, 67 p.
Le Trou au valet.
Un garçon trouve dans une mare, au lieu-dit Toull al Lakez en Plouescat, des pièces d'or. Ses dépenses matérialistes tournent en mésaventures jusqu'à ce que saint Guévroc, auquel l'enfant finit par se confesser, lui révèle que l'or, tombé de la poche du Diable quand celui rentrait en enfer par le trou au valet, est maudit.

### La Bataille de Kerguidu
Emgann Kergidu, Ha Traou-all c'hoarvezet e Breiz-Izel, epad Dispac'h 1793, J.B. & A. Lefournier, Brest, I. Salaun, Kemper, 1878, 328 p., réed. I. Salaun, Kemper, Derrien, Brest, 1903.
La Bataille de Kerguidu : et autres évènements survenus en Basse-Bretagne pendant la Révolution en 1793.
Basé sur les souvenirs de la grand-mère de l'auteur, le dépouillement d'archives et le recueil de témoignages oraux, le roman restitue, non sans arrière-pensées politiques ni nuances, mélangeant détails très justes et exagérations dramatiques, le ressenti de son grand-père, compagnon de chouannerie dans le Haut Léon et le Trégor durant les années 1793 et 1794. Le récit, présenté comme un témoignage authentique de ce grand-père parlant à la première personne, décrit du point de vue de l'histoire locale les évènements connus de la Terreur ainsi que les épisodes tus ou ignorés par l'histoire officielle.
Il est centré sur la fusillade de Saint-Pol du 19 mars 1793, présentée comme le massacre par l'armée républicaine de la population convoquée pour la conscription à Saint-Pol-de-Léon, et la bataille rangée qui s'ensuivit le 24 mars 1793, dimanche des Rameaux, au nord-ouest de Trézilidé au lieu-dit Kerguiduff [Kerguidu]. À mi distance entre Lesneven et Plougoulm, un pont sur le Quillec y avait été saboté pour couper l'antique rocade reliant Brest à la capitale épiscopale. Trois régiments improvisés de plusieurs milliers de miliciens ruraux sous la bénédiction des recteurs et la conduite de François Bolloré de Kerbalannec, basé au château de Kermenguy, affrontent un détachement de trois cent quarante volontaires et soixante gardes nationaux venus de Morlaix. Venus faire les réparations, ceux-ci sont bientôt secourus par une colonne de trois cents soldats conduite par le général Canclaux arrivée la veille à Lesneven depuis le siège de l'Amirauté. Selon Lan Inizan, la bataille de Kerguidu aurait causé dans le camp des insurgés un peu plus d'une centaine de morts, et peut être trois cents blessés, trois morts et dix blessés dans l'autre. Mais Lan Inizan « animé d'un souci pamphlétaire, militant contre la République renaissante, ne s'embarrasse guère de la réalité historique » : seules six victimes ont pu être recensés parmi les émeutiers. Il invente certains faits, affirmant par exemple la présence à la bataille de Kerguidu du recteur de Sibiril, Jean Le Breton, ce qui est impossible car celui-ci était à l'époque emprisonné à Quimper.
Elle tourne, grâce à deux canons et à la manœuvre, à l'avantage des « patriotes » de Canclaux et, démobilisant les autres insurgés de Cornouaille et du Léon s’apprêtant à assaillir Brest, entraine l'entrée en chouannerie d'un très petit nombre de résistants.
Aux détours d'une apologie d'un monde paysan idéal et intemporel, le roman détaille les tenants et les aboutissants de ce qui n'aura pas été un soulèvement général, la consternation initiale provoquée par la levée en masse dans une population obéissante, l'incompréhension d'une société fière, conservatrice, face à l'irruption d'une modernité totalement étrangère, les meurtres commis par une soldatesque francophone et hostile, la défiance de l'administration noyautée par les Montagnards contre ses meilleurs soutiens dans un Finistère girondin, l'atmosphère de rumeurs en réaction à la toute aristocratique « Conjuration bretonne » malgré l'insuccès de celle-ci en Basse-Bretagne, la vie en clandestinité, les difficultés à organiser la guérilla, les circonstances des arrestations arbitraires et des déportations, quelques viols et procès inégaux, la résistance passive soutenue par les prêtres réfractaires avec l'assentiment de Monseigneur de La Marche et, conforté par Thermidor, l'échec qui s'est ensuivi d'une insurrection armée.
Servi par un style typique maniant la litote pour souligner l'ironie des faits, usant des procédés d'identification au héros propres aux contes populaires, plongeant le lecteur dans l'action en l'absence totale d'éclaircissements, le récit se veut engagé dans un sens conservateur. Le but de l'auteur, plus près de faire œuvre de moraliste voire de propagandiste que d'historien, est non seulement d'émouvoir mais aussi d'écrire la légende et édifier.

### Buez Sant Fransez a Asiz
Buez Sant Fransez a Asiz : 1182-1226, 1889, réed. P.B. Desmoulins, Landerne, 1891, ed. augmentée Vuhez Kristen, 1942, 463 p.
Vie de Saint François d'Assise : 1182-1226.
Un mélange d'érudition et d'édification.

### Généalogie de la famille Inisan de Lanséon (Plounévez-Lochrist)
Publication posthume. Imprimerie A. Corcuff,  Châteaulin, 1927, 63 p.

## Réception
Jules Verne, sympathisant de la Vendée, peint en 1864 sous les traits d'Henri de Trélogan, un des héros de son roman chouan Le Comte de Chanteleine, le portrait d'un léonard ayant survécu à la bataille de Kerguidu.

« On croyait tout savoir de cette guerre depuis Les Chouans et Quatrevingt-treize. On lit Lan Inisan et l'on se rend compte qu'on ignorait tout. »

— Note de l'éditeur de La Bataille de Kerguidu en 1977.

« Il n'est pas exclu que les recherches dans les archives confirment aujourd'hui ses dires sur de nombreux points, comme cela est arrivé pour les traditions familiales (...). »

— L'abbé François Falc'hun, préfacier de La Bataille de Kerguidu invoquant en 1977 de manière prémonitoire sa propre expérience.

« Le goût du détail, des scènes de genre, des tableaux de bataille et des paysages rustiques apparente la prose de Lan Inisan à l'art pictural romantique décadent, devenu pompier, dont on redécouvre aujourd'hui, pas toujours par snobisme, les réelles qualités. »

— L'historien Yves Le Berre, traducteur de la Bataille de Kerguidu.

« La Bataille de Kerguidu est le seul ouvrage profane en prose qui ait connu en langue bretonne ce qu'on pourrait appeler aujourd'hui une diffusion de masse. »

— Note du même traducteur en 1977 se référant à une étude sur le sujet.

« Le traducteur, le préfacier, l’éditeur et l’auteur du compte-rendu (...) nul d’entre eux ne fait la moindre distinction entre les positions idéologiques exprimées dans La Bataille de Kerguidu et les activités de l’Emsav, c’est-à-dire du mouvement nationaliste breton, depuis 1960. »

— Critique, à l'endroit de la première traduction française publiée en 1977, de la récupération paradoxale de Lan Inisan par une mode contemporaine.

« (...) rébellion paysanne contre une armée étrangère venue de la ville et illustration exemplaire de l’un des plus grands affrontements de l’histoire. »

— Enthousiasme manifesté à la parution de la première traduction de La Bataille de Kerguidu par Max Gallo, évaluant l'apport de Lan Ininsan à l'histoire.

« (...) repris, parfois avec quelques timides réserves ou conditionnels honteux, par pratiquement tous les historiens (...) un pamphlet antirépublicain (...) qui pour beaucoup de lecteurs ne pouvait que décrire la réalité puisque c’était écrit. »

— Étude universitaire de 2012 plus circonspecte sur le témoignage de Lan Inisan.
Présentation de la Bataille de Kerguidu à Apostrophes le 8 juillet 1977.

## Renvois

### Éditions récentes
- L. Inisan, Emgann Kergidu, Al Liamm, Brest, 1977, 2 vols.
- L. Inisan, La Bataille de Kerguidu, Robert Laffont, Paris, juin 1977, 352 p.

### Liens
- Version originale de Toull al lakez sur la bibliothèque numérique de l'Université Rennes II.
- Version originale de Emgann Kergidu sur Gallica.
- Seconde édition de Buez St. Fransez a Asiz sur Gallica.